# Condado de Belmonte de Tajo

Escudo de Belmonte de Tajo, la villa madrileña que dio nombre a este condado.

El condado de Belmonte de Tajo es un título nobiliario español, de Castilla. Fue creado por el rey Carlos II, con la denominación de Belmonte y mediante Real Despacho del 23 de abril de 1691, en favor de Juan de Prado Mármol y de la Torre, poseedor de las casas y mayorazgos de sus apellidos en Madrid, regidor perpetuo de esta villa y señor de la de Belmonte de Tajo, alférez mayor de los Peones de Castilla, caballero de la Orden de Alcántara, ministro del Consejo de Hacienda. El señorío y mayorazgo de Belmonte fue fundado por su antepasado Álvar García de Toledo, del Consejo del rey Felipe II y su alcalde de Casa y Corte.

## Variaciones de la denominación
En 1928, el rey Alfonso XIII mudó la denominación original de conde de Belmonte por la más larga y precisa de conde de Belmonte del Tajo, al expedir Real Carta en favor del X conde. Y de nuevo en 1985, el rey Juan Carlos I la modificó ligeramente para adaptarla al topónimo correcto, a raíz de que sucediera la XII titular, quedándole la de conde de Belmonte de Tajo que es actualmente la oficial.
Las tres aludían a la villa y municipio de Belmonte de Tajo, que era de señorío del concesionario, situada en la comarca de Las Vegas, en la zona sudeste de la actual provincia y Comunidad de Madrid.

## Lista de titulares
|                                                                                  | Titular                                                | Periodo                                     |
| Condes de Belmonte (creación por Carlos II)                                      | Condes de Belmonte (creación por Carlos II)            | Condes de Belmonte (creación por Carlos II) |
| -------------------------------------------------------------------------------- | ------------------------------------------------------ | ------------------------------------------- |
| I                                                                                | Juan de Prado Mármol y de la Torre                     | 1691-                                       |
| II                                                                               | Baltasar Portocarrero y Prado                          | ?-1738                                      |
| III                                                                              | Agustina María Portocarrero y Maldonado                | 1738-c. 1765                                |
| IV                                                                               | Diego Vicente María de Cañas y Portocarrero            | c. 1765-1824                                |
| V                                                                                | María Francisca de Paula de Cañas y Portocarrero       | 1824-1833                                   |
| VI                                                                               | María Josefa de Salcedo Cañaveral y Cañas              | 1833-1837                                   |
| VII                                                                              | Lorenzo Fernández de Villavicencio y Cañas             | 1848-1859                                   |
| VIII                                                                             | Lorenza Francisca Fernández de Villavicencio y Corral  | 1859-1891                                   |
| IX                                                                               | Fernando Pérez del Pulgar y Fernández de Villavicencio | 1891-1928                                   |
| Condes de Belmonte del Tajo (denominación alargada por Alfonso XIII)             |                                                        |                                             |
| X                                                                                | Juan Fernando Pérez del Pulgar y de Muguiro            | 1928-1954                                   |
| XI                                                                               | María Teresa Pérez del Pulgar y de Muguiro             | 1957-1982                                   |
| Condes de Belmonte de Tajo (denominación adaptada al topónimo por Juan Carlos I) |                                                        |                                             |
| XII                                                                              | Agustina Maroto y von Nagel                            | 1985-1990                                   |
| XIII                                                                             | Juan Francisco Martínez de las Rivas y Maroto          | 1990-2016                                   |
| XIV                                                                              | Carla Martínez de las Rivas y Palomar                  | 2016-presente                               |

## Historia genealógica

### Los Prado y Mármol de Madrid
El linaje del concesionario provenía de

• Alonso de Prado y de Juana de Loaysa y Monzón, su mujer, naturales ambos de Madrid y fundadores de la casa de Prado de esta villa y corte. Fueron padres de
1. Francisco de Prado, que sigue,
2. y de Gaspar de Prado y Loaysa, progenitor de la segunda casa de Prado de Madrid, cuyos descendientes también se apellidaron Prado y Mármol. Casó con Isabel del Mármol y Figueroa, hija de Juan del Mármol y de Inés de Figueroa, naturales los tres también de Madrid. De esta unión nacieron:
  1. el doctor Melchor de Prado Mármol y Figueroa, patrono del convento de la Concepción de Ciudad Real. Casó con Águeda de Castilla y Aponte, natural de Villarejo de Salvanés, hija de Juan Fernández de Castilla, natural de Madrid, y de Aldonza de Aponte, que lo era de Villarejo. Tuvieron posteridad en que siguió esta casa segunda.[5]
  2. Y Agustín de Prado y Mármol, capitán de Infantería Española, caballero de Santiago (1626), que sirvió durante 27 años a los reyes Felipe II y III en Flandes, en Milán y en la Jornada del Brasil.[6]

•  Francisco de Prado, natural y regidor de Madrid, donde a finales del siglo XVI poseía la casa y mayorazgo de su apellido. Casó con Catalina de Peñalosa y Toledo, de igual naturaleza. Por los derechos de esta señora, sucederían más tarde sus descendientes en el señorío y mayorazgo de Belmonte, fundado en aquel tiempo por Álvar García de Toledo, su deudo, del Consejo del rey Felipe II. Tuvieron por hijo y sucesor a

• Lorenzo de Prado Mármol y Peñalosa (que tomó el apellido Mármol de su mujer), natural y regidor de Madrid. Casó con María del Mármol, sobrina de la mujer de su tío Gaspar. Era hija y sucesora de Lorenzo del Mármol, también mayorazgo en Madrid, y de Juana de Miranda, naturales los tres de dicha villa. Padres de

• Andrés de Prado Mármol y de la Torre (c. 1590-c. 1660, que tomó el apellido de la Torre, que le tocaba por algún costado, por haber sucedido en este mayorazgo), licenciado en Leyes, natural y regidor de Madrid. Fue señor de las casas y mayorazgos de sus apellidos en esta villa y diputado muchos años en su Junta de Hospitales. Ingresó en la Orden de Santiago el 9 de mayo de 1647, habiéndole hecho S.M. merced del hábito el 18 de febrero anterior por los méritos de su hijo José. Casó con Mariana Baltodano, de igual naturaleza, hija del licenciado Benito Rodríguez Baltodano, colegial mayor en Salamanca, del Consejo de S.M. en el de Indias, natural de Fontiveros, y de Luisa del Águila y Montoya, que lo era de Valladolid. Tuvieron al menos ocho hijos, algunos de los cuales fueron:
1. Lorenzo Francisco de Prado Mármol y de la Torre, que sigue,
2. fray Diego de Prado y Mármol (1614-1658), que profesó en la Merced Calzada de Madrid. Fue colegial y rector del de la Vera Cruz de Salamanca, graduándose de maestro en Teología, y catedrático de esta Universidad. Electo arzobispo de Brindis por presentación del rey Felipe IV, y consagrado ya obispo, murió en naufragio al emprender el viaje a dicha sede italiana.[8]
3. José de Prado y Mármol, que murió mozo en acción de guerra, al servicio de S.M.
4. Jerónimo de Prado y Baltodano, natural de Madrid y caballero de la Orden de Santiago (en la que ingresó el 16 de julio de 1649).

• Lorenzo Francisco de Prado Mármol y de la Torre, señor de estas casas, natural y regidor de Madrid. Fue paje del Infante Cardenal, caballero de Santiago y caballerizo del rey. Casó dos veces: la primera con Leonor Docampo Benavides, de igual naturaleza, hija de Diego Docampo Benavides, natural de Zamora, y de Francisca Herrera, que lo era de Madrid. Y segunda vez casó con Clara Squarzafigo y Centurión, nacida en Madrid, hija de Vincencio Squarzafigo y de Ana María Centurión, naturales de Génova.
Del primer matrimonio tuvo por hijo a
1. Antonio José de Prado y Mármol, natural de Madrid, caballero de Calatrava (1654), que murió sin descendencia.
Y del segundo nacieron:
2. Juan de Prado Mármol y de la Torre, subrogado en la primogenitura, que sigue y fue el I conde de Belmonte,
3. y María Manuela de Prado y Mármol, que casó con José Rodríguez Portocarrero y Silva, I marqués de Castrillo, señor de la villa de Castrillo de la Guareña, caballero  de Santiago (1650), ministro de los Supremos Consejos de Guerra y Castilla. Tuvieron por hijo a
Baltasar Portocarrero y Prado, Cossío y Squarzafigo, que seguirá como II conde.

### Condes de Belmonte
El título de conde fue creado en favor de

• Juan de Prado Mármol y de la Torre, I conde de Belmonte, natural y regidor perpetuo de Madrid, poseedor de las casas y mayorazgos de sus apellidos en esta villa y señor de la de Belmonte de Tajo, alférez mayor de los Peones de Castilla, caballero de la Orden de Alcántara (1665), ministro del Consejo de Hacienda.
Le sucedió su sobrino (hijo de su hermana antes citada):

• Baltasar Portocarrero y Prado, Cossío y Squarzafigo (1674-1738), II marqués de Castrillo, II conde de Belmonte, alférez mayor de los Peones de Castilla, natural de Valladolid.

Casó dos veces: la segunda con Catalina Maldonado y Ormaza, hija de José Maldonado y Hormaza, señor de Guadramiro, Moronta y Castellanos, corregidor de Toro, y de María Manuela de Yebra y Pimentel.
Le sucedió su hija del segundo matrimonio

• Agustina María Portocarrero y Maldonado (1734-c. 1765), III marquesa de Castrillo, III condesa de Belmonte.

Casó con Manuel Joaquín de Cañas y Trelles (1725-1791), VIII marqués de Vallecerrato, VI duque del Parque, concesionario de la grandeza de España de ambas casas (1780); IV príncipe de la Sala de Partinico y VI barón de Regiulfo (títulos de Sicilia).

Le sucedió su hijo

• Diego Vicente María de Cañas y Portocarrero (1749-1824), VII duque del Parque, IX marqués de Vallecerrato y IV de Castrillo, IV conde de Belmonte, dos veces grande de España, V príncipe de la Sala de Partinico y VII barón de Regiulfo en Sicilia.

Casó con María del Rosario de Riaño y Velázquez de Lara, hija primogénita del V conde de Villariezo, a quien premurió. Tuvieron por hijo único a Francisco María de Cañas y Riaño (1772-1790), VI conde de Villariezo, que murió mozo en vida de su padre.
Le sucedió su hermana

• María Francisca de Paula de Cañas y Portocarrero (†1833), VIII duquesa del Parque, X marquesa de Vallecerrato y V de Castrillo, V condesa de Belmonte, VI princesa de la Sala de Partinico, VIII baronesa de Regiulfo.

Casó con el teniente coronel José Miguel de Salcedo Cañaveral y Ponce de León, I conde de Benalúa, caballero de Santiago (1763) y capitán del Regimiento de Caballería de Órdenes, natural de Granada, hijo de Francisco de Cañaveral y Córdoba, de igual naturaleza, IX señor de Benalúa, y de María Messía Ponce de León, su mujer, nacida en Baeza.
Le sucedió su hija

• María Josefa de Salcedo Cañaveral y Cañas (1783-1837), IX duquesa del Parque, XI marquesa de Vallecerrato y VI de Castrillo, VI condesa de Belmonte y III de Benalúa, dos veces grande de España, VII princesa de la Sala de Partinico, IX baronesa de Regiulfo.

Casó con Lorenzo Francisco Fernández de Villavicencio y Cañas, su primo carnal e inmediato sucesor, III duque de San Lorenzo de Valhermoso, grande de España, que sigue. Hijo de Lorenzo Justino Fernández de Villavicencio y Núñez, el II duque, y de María Eulalia de Cañas y Portocarrero, su mujer, hija de los III condes de Belmonte. Ella murió sin descendencia.
En 1848, le sucedió su viudo, como nieto de la III condesa:

• Lorenzo Francisco Fernández de Villavicencio y Cañas (1778-1859), III duque de San Lorenzo de Valhermoso y X del Parque, XII marqués de Vallecerrato, V de Casa Villavicencio, VI de la Mesa de Asta y VII de Castrillo, VII conde de Belmonte, tres veces grande de España, VIII príncipe de la Sala de Partinico y X barón de Regiulfo.

Después de enviudar de la IX duquesa del Parque, y habiendo heredado la mayoría de sus títulos, contrajo segundas nupcias con Josefa del Corral García, de la que tuvo seis hijos entre los cuales distribuyó legalmente sus títulos:
1. Lorenza Francisca (Fanny) Fernández de Villavicencio y Corral, que sigue,
2. Lorenzo José Fernández de Villavicencio y Corral (1841-1896), que fue primero IV duque de San Lorenzo de Valhermoso y VI marqués de Casa Villavicencio, y desde 1864 XII duque del Parque (en sucesión de su hermano Luis). Tres veces grande de España. Casó con Josefa de Oronoz Clemente Beas y Pineda, con posteridad.
3. María Eulalia Fernández de Villavicencio y Corral (1844-a.1893), VII marquesa de la Mesa de Asta. Casó con Tomás Piñeyro y Aguilar, IX marqués de Bendaña, grande de España, con descendencia.
4. Manuel Joaquín Fernández de Villavicencio y Corral (1845-1908), XIII marqués de Vallecerrato, que falleció soltero en 1908. Le sucedió su sobrino Lorenzo Fernández de Villavicencio y Crooke, hijo de José Fernando.
5. Luis Fernández de Villavicencio y Corral (1846-1864), XI duque del Parque, IX y último príncipe de la Sala de Partinico en Sicilia, que murió de edad de 18 años. En el ducado del Parque le sucedió Lorenzo, el primogénito.
6. Y José Fernando de Villavicencio y Corral (1849-1910), VIII marqués de Castrillo. Casó con Emilia Crooke y Larios, con sucesión.

En 1859, sucedió su hija

• Lorenza Francisca (Fanny) Fernández de Villavicencio y Corral (1840-1896?), VIII condesa de Belmonte.

Casó con Fernando Pérez del Pulgar y Fernández de Córdoba (1833-1895), VII marqués del Salar y VII de Pozoblanco, conde de Maseguilla, grande de España, caballero de Alcántara y maestrante de Granada, gentilhombre de Cámara de S.M. con ejercicio y servidumbre.
En 1891, sucedió por cesión su hijo

• Fernando Pérez del Pulgar y Fernández de Villavicencio (n. 1861), VIII marqués del Salar (1897), IX conde de Belmonte, grande de España.
1. Fernando Pérez del Pulgar y de Muguiro (1890-1896), que murió niño.
2. Juan Fernando Pérez del Pulgar y de Muguiro, que sigue.
3. Otro Fernando Pérez del Pulgar y de Muguiro (1896-1900), que también murió niño.
4. Juana Pérez del Pulgar y de Muguiro, marquesa del Salar (1967).
5. María Teresa Pérez del Pulgar y de Muguiro, que seguirá.

### Condes de Belmonte del Tajo
Por Real Carta de Alfonso XIII dada en 1928 y que modificaba la denominación, sucedió su hijo

• Juan Fernando Pérez del Pulgar y de Muguiro (1895-1954), IX marqués del Salar, X conde de Belmonte del Tajo, grande de España.
Por Orden publicada en el BOE del 1 de abril de 1957, y Carta del generalísimo Franco del 6 de diciembre siguiente, sucedió su hermana

• María Teresa Pérez del Pulgar y de Muguiro (1906-1982), XI condesa de Belmonte del Tajo y de Maseguilla. Tardíamente fue también marquesa del Salar y grande de España en sucesión de su hermana Juana.

### Condes de Belmonte de Tajo
Por Orden publicada en el BOE del 25 de abril de 1985, y Real Carta del mismo año, sucedió una biznieta de la VIII condesa:

• Agustina Maroto y von Nagel (n.1928), XII marquesa del Salar y III de Santo Domingo, XII condesa de Belmonte de Tajo, grande de España.

Casó con Francisco Martínez de las Rivas y Ewart.

Por cesión, Orden publicada en el BOE del 9 de mayo de 1990, y Real Carta del mismo año, sucedió su hijo

• Juan Francisco Martínez de las Rivas y Maroto (n.1957), XIII marqués del Salar, y de Pozoblanco, XIII conde de Belmonte de Tajo, grande de España.

Casó con Mónica Palomar Stasny.

Por distribución y cesión, Orden publicada en el BOE del 15 de julio de 2016, y Real Carta del 14 de septiembre siguiente, sucedió su hija

• Carla Martínez de las Rivas y Palomar, XIV y actual condesa de Belmonte de Tajo.